# Сегеста (город)

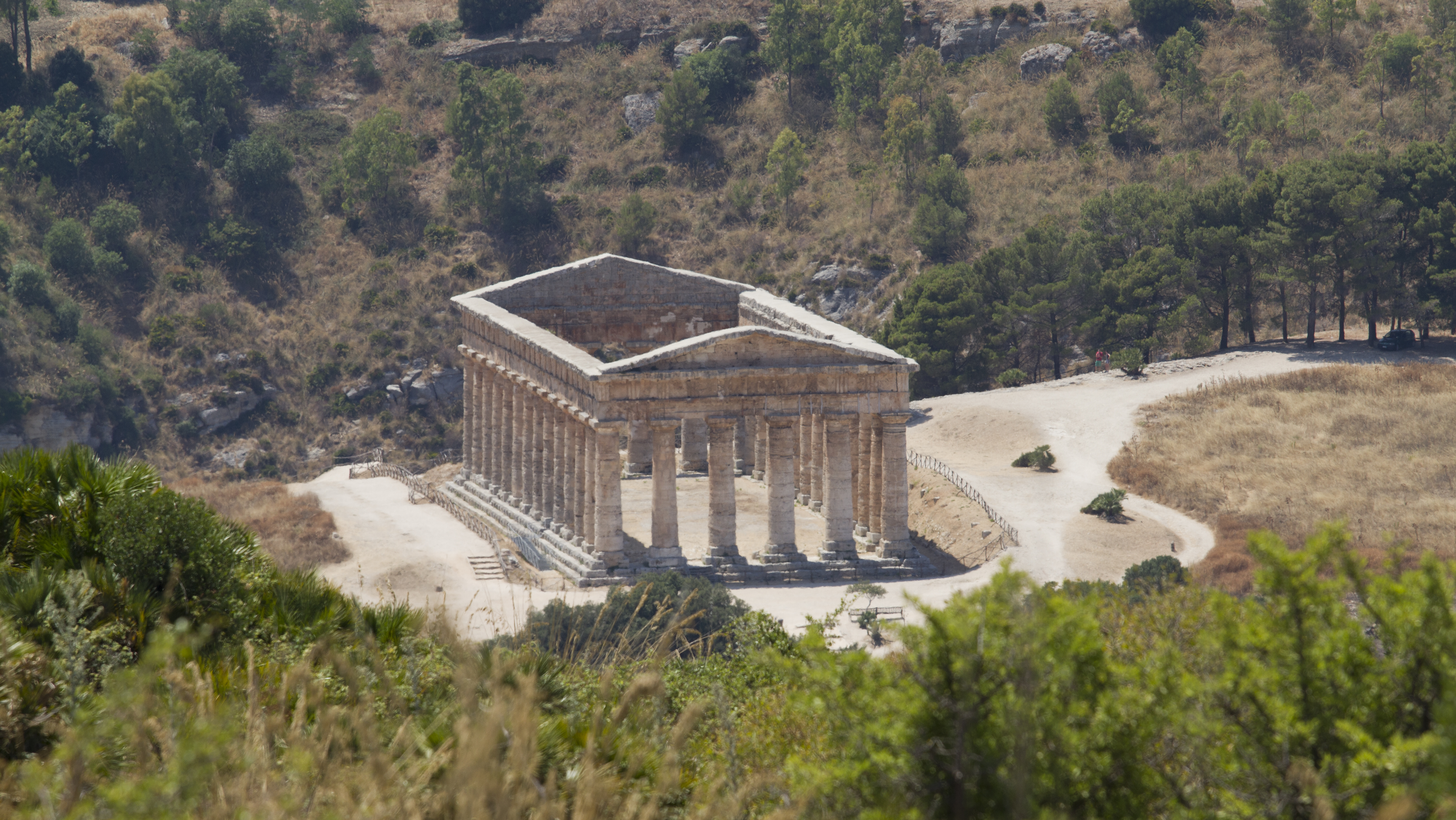
Сегеста

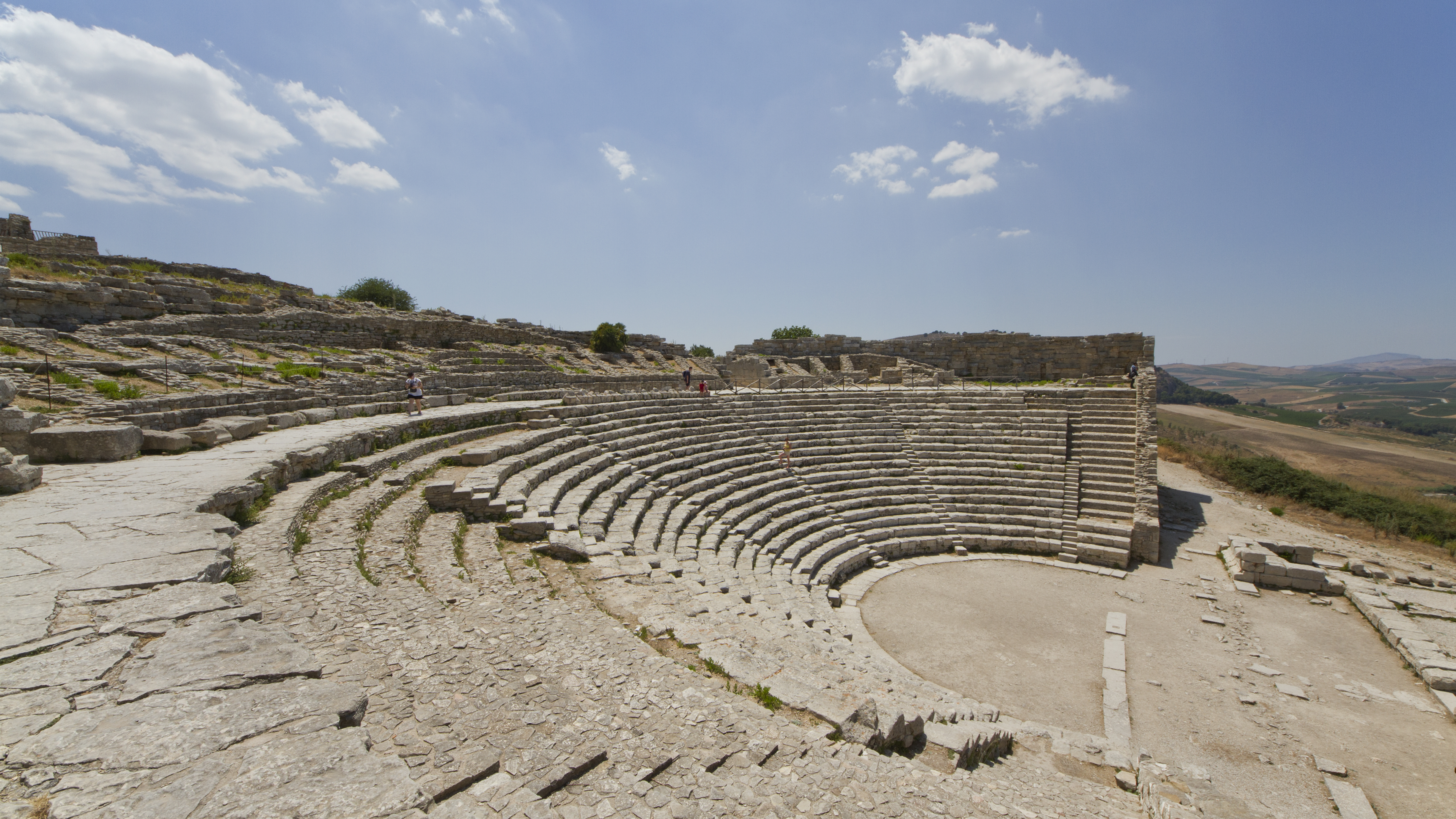
Греческий театр

Сегеста (др.-греч. Σέγεστα), первоначально Эгеста (Ἐγεστα или Αἴγεστα) или Акеста — древний город на северном берегу Сицилии, лежавший между Дрепаной и Панормом и построенный, по преданию, троянцами для царя Эгеста (Ацеста), после того как Эней, плывший в Италию, был занесен на остров Сицилия.
Город находился при слиянии двух речек, из которых одну основатели назвали Скамандром, другую — Симоентом. По другому преданию, город был основан греками (спутниками Филоктета), прибывшими в Сицилию под начальством троянца Эгеста ещё до высадки Энея на Сицилийский берег. В историческое время город считался не греческим (варварским) и вел постоянную борьбу с греческими колониями, особенно с соседним Селинунтом. Агафокл в 307 году до нашей эры разорил город, отчасти перебив жителей, отчасти продав их в рабство, населил Сегесту переселенцами и назвал её Дикеополем. По смерти Агафокла, однако, вместе с остатками прежнего населения вернулось городу и его прежнее имя. Вследствие предполагавшегося родства римлян с троянцами и, следовательно, с жителями Сегесты, последняя охотно перешла во власть римлян и благодаря оживленной торговле и удобной гавани сделалась цветущим городом.
Главной достопримечательностью Сегесты является хорошо сохранившийся дорический храм V века до нашей эры. Храм не был достроен изначально, не сохранилось ни следов перекрытия, ни традиционной для храмовой греческой архитектуры алтарной части. Эта загадка храма Сегесты до сих пор вызывает споры археологов и историков. Сохранились также развалины арабских и норманнских построек XII-XIII веков. В 1869 году у развалин Сегесты состоялось одно из решающих сражений отряда Гарибальди с войсками Бурбонов в ходе его высадки на Сицилии.
Достопримечательностью города были теплые минеральные источники (Aquae Segestanae).